# Бахтизин, Альберт Рауфович
Альбе́рт Рау́фович Бахти́зин (род. 25 марта 1975 года) — российский учёный, специалист в области математического и компьютерного моделирования социально-экономических процессов, директор ЦЭМИ РАН, заведующий кафедрой математических методов анализа экономики экономического факультета МГУ. Доктор экономических наук, член-корреспондент РАН (2016).

## Биография

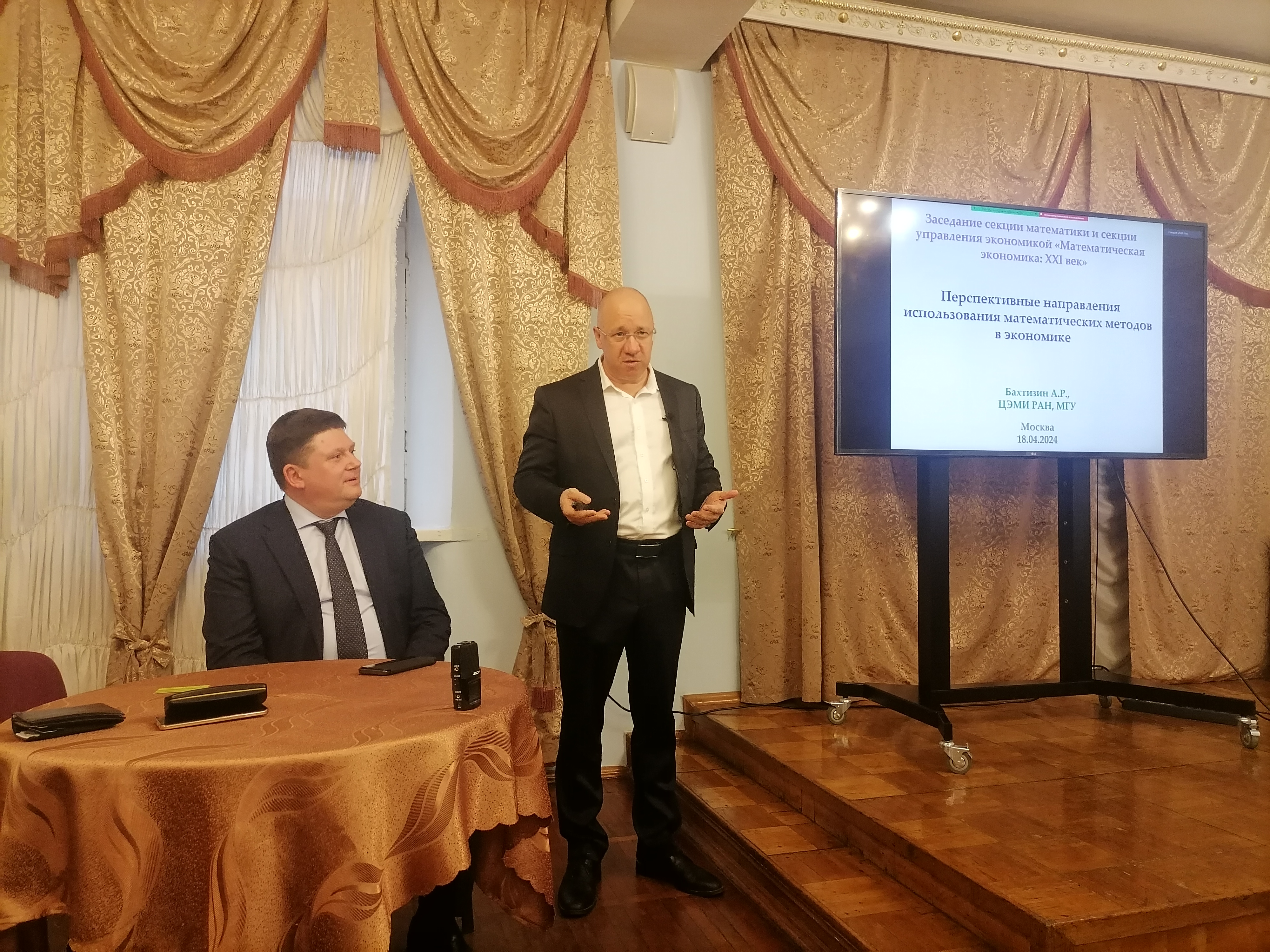
2024. ЦДУ. А. Р. Бахтизин (стоит) и А. А. Широв

Окончил Башкирский государственный университет (ныне Уфимский университет науки и технологий) по специальности прикладная математика.
В 2003 году защитил кандидатскую диссертацию «Вычислимая модель „Россия: Центр — Федеральные округа“, межрегиональные экономические отношения» (научные руководители: В. Л. Макаров, Р. И. Нигматулин), а в 2008 году — докторскую диссертацию «Гибридные методы моделирования общего экономического равновесия с использованием агент-ориентированных моделей» (научный консультант — В. Л. Макаров); обе работы упоминаются в отчётах о деятельности Российской академии наук в качестве важнейших результатов в области экономико-математического моделирования.
С 2002 года — заведующий лабораторией ЦЭМИ РАН.
С 2007 года — главный научный сотрудник Института законодательства и сравнительного правоведения при Правительстве Российской Федерации.
С 2010 года — профессор кафедры математических методов анализа экономики МГУ; с 2010 года заведует лабораторией моделирования стратегии городов и городских агломераций Северо-Западного института управления РАНХиГС.
В 2015 году присвоено учёное звание профессора РАН.
28 октября 2016 года избран членом-корреспондентом РАН по Отделению общественных наук.
С декабря 2017 года — исполняющий обязанности директора ЦЭМИ РАН. C 2018 года — директор ЦЭМИ РАН.
Является сторонником теории заговора о гибридной войне Запада против России.

## Научная деятельность
Специалист в области математического и компьютерного моделирования социально-экономических процессов.
Автор более 100 научных публикаций, посвящённых разработке и апробации агент-ориентированных и CGE моделей. При его участии запущена агент-ориентированная модель социально-экономической системы России.
Ведёт преподавательскую деятельность: читает курс «Вычислимые модели общего равновесия» в МГУ и курс «Агент-ориентированные модели» в ГАУГН.

## Награды
- Медаль ордена «За заслуги перед Отечеством» II степени (5 февраля 2024 года) — за большой вклад в развитие отечественной науки, многолетнюю плодотворную деятельность и в связи с 300-летием со дня основания Российской академии наук[7].
- Премия имени Л. В. Канторовича (совместно с В. Л. Макаровым, Е. Д. Сушко, за 2020 год) — за цикл научных работ «Суперкомпьютерные технологии в общественных науках»
- Премия имени Овсиевича (третья премия, за 2005 год) — за работы по созданию серии вычислимых моделей общего экономического равновесия для российской экономики[8]
- Премия Фонда Н. П. Федоренко (2003)
- Медаль Российской академии наук для молодых учёных (2005)
- Премия Фонда содействия отечественной науке по программе «Лучшие экономисты РАН» (2006)
- Премия фонда академика Ж. Алфёрова (2006)
- Медаль Н. Д. Кондратьева «За вклад в развитие общественных наук» (2010)
- Грамота РГНФ «За большой вклад в развитие гуманитарной науки» (2014)
- Грамота ЦЭМИ РАН «За лучшую работу 2014 года»
- Победитель конкурсов Президента РФ по государственной поддержке научных исследований молодых российских учёных — докторов наук